# Akt unii lubelskiej
Akt unii lubelskiej – dokument wystawiony dla stanów koronnych przechowywany w Archiwum Akt Dawnych w Warszawie. Drugi, dla posłów litewskich, zaginął podczas II wojny światowej. W 2017 roku zachowany dokument został wpisany na listę Pamięć Świata jako wspólny wpis dla Polski, Łotwy, Białorusi, Litwy i Ukrainy.

## Historia
Sejm lubelski obrady rozpoczął 10 stycznia 1569 roku. Posłowie polscy i litewscy obradowali osobno, spotykając się na wspólnych posiedzeniach. Powstały dwa projekty unii: polski, który przygotował Filip Padniewski ze wspólną elekcją i koronacją władcy, wspólnym sejmem, urzędami i obroną, oraz litewski, zakładający unię personalną i przymierze wojskowe.
Dopiero 27 czerwca 1569 roku posłowie litewscy wyrazili zgodę na zawarcie unii, a 29 czerwca uzgodniono ostateczną treść aktu. Dokument został przygotowany i 1 lipca 1569 roku posłowie polscy i litewscy wymienili się aktami oraz złożyli przysięgi, zaś 4 lipca król wydał dokumenty potwierdzające unię.
Unia była traktatem dwustronnym, dlatego powstały dwa dokumenty spisane na pergaminie. Miały one podobną treść i taką samą moc prawną. Zostały spisane w języku polskim. Dokumenty różniły się wielkością, co wynikało z konieczności przymocowania różnej liczby pieczęci, delegatów litewskich było bowiem tylko 77, a polskich senatorów i posłów koronnych 140.
Dokument dla stanów koronnych był przechowywany na Wawelu w Archiwum Koronnym Krakowskim w dziale Lithuaniae. W 1765 roku Archiwum przeniesiono do Warszawy, a po trzecim rozbiorze, wraz z innymi dokumentami, został wywieziony do Petersburga. Przechowywano go w archiwum Senatu Rządzącego, a później w dziale rękopisów Cesarskiej Biblioteki Publicznej. Po traktacie ryskim w 1921 roku wrócił do Polski i został umieszczony w Archiwum Głównym Akt Dawnych.
Akt dla posłów litewskich był przechowywany w Archiwum Wielkiego Księstwa Litewskiego, a po 1744 roku trafił do Nieświeża, do archiwum Radziwiłłów. W 1920 roku został przywieziony do Warszawy. Podczas II wojny światowej akt ustanowienia ordynacji, akt unii horodelskiej i lubelskiej w marcu 1940 roku  Antoni Iwanowski, kustosz Archiwum Radziwiłłów w Warszawie, przekazał Januszowi Franciszkowi Radziwiłłowi. Do wybuchu powstania warszawskiego dokumenty były przechowywane w żelaznej skrzyni umieszczonej w piwnicy pałacu przy ul. Bielańskiej 14. Po upadku powstania warszawskiego żelazna skrzynia zaginęła. Przypuszcza się, że zabrali ją Niemcy lub szabrownicy. Z trzech umieszczonych w niej dokumentów zachował się tylko akt ordynacji przechowywany w Archiwum Głównym Akt Dawnych.

## Dokument
W 1911 roku Komisja Historyczna Towarzystwa Naukowego Warszawskiego postanowiła zebrać i wydać akty unii pomiędzy Polską a Litwą. Zadanie zebrania materiałów powierzono Stanisławowi Kutrzebie i Władysławowi Semkowiczowi. Ten ostatni dotarł do Moskwy i Nieświeża, gdzie obejrzał i opisał oryginalne dokumenty unii lubelskiej. Dodatkowo planowano wydanie reprodukcji światłodruku ważniejszych akt na podstawie wykonanych przez badaczy zdjęć. Wybuch I wojny światowej nie tylko przeszkodził w wydaniu książki, ale żelowe klisze, przygotowane przez Wydawnictwo Graficzne B. Wierzbickiego z reprodukcjami, „uległy przez wpływ czasu zupełnemu zniszczeniu”.

### Dokument dla posłów litewskich
Dzięki przeprowadzonym badaniom (opublikowanym w 1932 roku) mamy opis zaginionego później egzemplarza unii z Nieświeża, przechowywanego w specjalnej witrynie. Był to pergaminowy dokument, mający 76,5 cm szerokości, 58 wysokości i zakładkę 10 cm. W inwokacji napisanej kapitałą trzy ozdobne inicjały W, P, A. 140 pieczęci zawieszono w 4 grupach na 4 grubych sznurkach, przewleczonych przez okrągłe otwory w zakładce wzmocnionej od wewnątrz podwójnym paskiem pergaminowym. Cztery sznury były skręcone ze sznurków takich jak te, na których zawieszono pieczecie.
Pierwsza grupa to 15 pieczęci (brakowało jednej) zawieszonych na sznurkach w kolorze białym, granatowym, brązowym, różowym i jasnozielonym. Pieczęcie biskupie, jako większe, były zawieszone niżej, a wojewodów (mniejsze) wyżej.
Druga grupa to 9 pieczęci (jedna zatarta), trzecia 24 (jedna wyłuskana, jednej brakowało) zawieszonych po trzy na sznurku, a czwarta to 92 pieczęcie, zawieszone po 6–9 na sznurkach, które były skręcone w dwa odgałęzienia.

### Dokument dla stanów koronnych
Władysław Semkowicz opisał dokument (zachowany w Archiwum Akt Dawnych w Warszawie), kiedy był przechowywany w Archiwum Spraw Zagranicznych w Moskwie. Umieszczono go w szkatule, a każda pieczęć była schowana w woreczku płóciennym. Dokument pergaminowy ma 72 cm szerokości, 45 cm wysokości i zakładkę 10 cm. Tekst został napisany pismem kaligraficznym, inwokacja kapitałą, inicjał W „ołówkiem zarysowany, nie pociągnięty atramentem”. Do zakładki było przymocowanych 77 pieczęci (jedna wyłuskana). Po prawej i lewej stronie umieszczono mniejsze, a pośrodku 17 większych pieczęci. Wszystkie pieczęcie pośrodku zostały wyciśnięte w czerwonym wosku. Wiszą one na osobnych jedwabnych sznurkach z których 9 ma kolor zielono-różowy, a 8 zielono-wiśniowy. Są to między innymi pieczęci: Walerjana Protasewicza biskupa wileńskiego, Hrehorego Chodkiewicza hetmana wielkiego litewskiego, Ostafieja Wołowicza, Jana Chodkiewicza, Paweła Sapiehy, Jerzego Wasylewicza Tyszkowicza, Hrehorego Tryzny, Hrehorego Wołowicza, Jana Mikołajowicza Hajki, Mikołaja Naruszewicza i Mikołaja Krzysztofa Radziwiłła.
Po lewej stronie zawieszono 17 pieczęci. Wszystkie oprócz ostatniej wiszą po dwie na wiśniowo-zielonych sznurkach. Wśród nich są pieczęci: Jana Kiszki, Jana Bolesławowicza Świrskiego, Mikołaja Pawłowicza Sapiehy, Malchera Zygmuntowicza Snowskiego, Stanisława Pawłowicza Naruszewicza i Michała Haraburdy.
Po prawej umieszczono 43 pieczęcie odciśnięte w wosku brudno zielonym (oprócz jednej), tak jak po lewej, po 2 na sznurku, oprócz trzech ostatnich sznurków na których zawieszono po 3 pieczęcie.

## Tekst
Tekst unii lubelskiej możemy podzielić na 3 części:  preambułę i część zasadniczą i końcową. Preambuła zawiera inwokację: W imię Pańskie amen. Ku wiecznej pamiątce sprawy niżej opisanej po której została umieszczona lista sygnatariuszy. Wymienieni są tylko posłowie Wielkiego Księstwa Litewskiego gdyż jako sygnatariusze ze strony Wielkiego Księstwa Litewskiego zaprzysięgali oni odnowienie unii z Koroną. Część zasadnicza składa się z 19 punktów, a w części końcowej umieszczono konkluzje, zobowiązania i przysięgi. 

## Pamięć Świata
W 2009 roku prezydent Lublina Adam Wasilewski wysłał pismo do przewodniczącego Polskiego Komitetu Programu UNESCO „Pamięć Świata” Sławomira Radonia w sprawie wpisu aktu unii lubelskiej na listę programu UNESCO „Pamięć Świata”.  Są na niej umieszczane dokumenty o szczególnym, ogólnoświatowym znaczeniu. Akt unii lubelskiej został uznany za „unikalne świadectwo unii państwowej powstałej w czasach wczesno-nowożytnych w rezultacie negocjacji i porozumienia dwóch równych stron, przy istotnej roli parlamentu w procesie negocjacji, a następnie funkcjonowania unii”. Na listę został wpisany egzemplarz wystawiony przez stronę litewską stronie polskiej. ponieważ nie znamy powojennych losów egzemplarza wystawionego przez Koronę Wielkiemu Księstwu Litewskiemu. Uroczysta promocja z okazji wpisu odbyła się marcu 2018 roku w budynku Archiwum Akt Nowych. Wziął w niej udział wicepremier, minister kultury Piotr Gliński, sekretarz generalny polskiego Komitetu ds. UNESCO Sławomir Ratajski oraz naczelny dyrektor Archiwów Państwowych i przewodniczący Polskiego Komitetu Programu UNESCO „Pamięć Świata” Wojciech Woźniak oraz przedstawiciele Litwy, Łotwy, Białorusi i Ukrainy. Dokument został wniesiony jako wspólny wpis pięciu krajów: Polski, Litwy, Ukrainy, Białorusi i Łotwy.
Oryginał jest bardzo rzadko udostępniany publiczności. Pokazano go 22 marca 2018 roku z okazji wpisu oraz przez kilka dni w lipcu 2019 roku podczas wystawy zorganizowanej w ramach obchodów Roku Unii Lubelskiej.